# Mère et Fille (Forneret)
Pour les articles homonymes, voir Mère et Fille.
Mère et fille est un drame de Xavier Forneret en cinq actes, dont un prologue, comportant respectivement treize, treize, douze, treize et neuf scènes, publié à compte d'auteur en 1855 et représentée au théâtre de Montmartre le 25 janvier 1855.

## Personnages
- Dervil,
- Henri,
- Serpillard,
- Vane,
- Sophie Leval,
- Hortense,
- Augusta,
- Charlotte Rainette,
- Un commissionnaire,
- Figurants : Domestiques, paysans.

La scène se passe à Paris, excepté pour le troisième acte, à Lieusaint (environs de Paris), au XIXe siècle.

## Analyse
Xavier Forneret indique dans une note insérée en fin de volume avoir voulu faire œuvre de moraliste, tout en cherchant à aller à l'essentiel du drame : 

« Essayer de démontrer quelles peuvent être les conséquences fâcheuses, souvent terrible pour soi et les autres, d'une mauvaise conduite, telle a été l'idée première et fondamentale, avec l'amour maternel, filial ; ayant, en un mot, les sentiments de famille débarrassés du mouvement de personnages accessoires et du fracas d'une grande mise en scène. »

### Édition moderne
- Xavier Forneret, Écrits complets : Volume I (1834-1876) – Théâtre, poésie, musique, Dijon, Les Presses du réel, 2013, 976 p. (ISBN 978-2-84066-487-1), édition établie par Bernadette Blandin

### Critique et analyse
- Charles Monselet, Le Roman d’un provincial, Paris, Le Figaro, 26 juillet 1859 (lire en ligne), p. 5-6
- Eldon Kaye, Xavier Forneret dit « l’homme noir » (thèse, Besançon, 1958), Genève, Droz, coll. « Histoire des idées et critique littéraire », 1971, 306 p.
- François Dominique, Forneret l'intempestif, avant-propos pour les Écrits complets, tome I, Dijon, Les Presses du Réel, 2013, 947 p. (ISBN 978-2-84066-487-1), p. 5-11
- Jacques-Rémi Dahan, L'Homme Noir et ses livres : Réflexions sur la production librariale de Xavier Forneret, en marge des Écrits complets, tome II, Dijon, Les Presses du Réel, 2013, 795 p. (ISBN 978-2-84066-488-8), p. 769-785